# Stiff Records
Stiff (engl. steif, starr, unbeweglich, Leichnam, prüder Mensch) war eins der bekanntesten und erfolgreichsten britischen Independent Labels der Punk-Wave-Ska-Ära. „If it ain’t stiff it ain’t worth a f**k“ war einer der Werbesprüche der Plattenfirma für ihre Produkte.

## Geschichte
Stiff Records wurde im Juli 1976 gegründet. Dave Robinson und Andrew Jakeman (später nannte er sich Jake Riviera) benötigten dafür ein Darlehen von 400 britischen Pfund, das ihnen der damalige Sänger der Band Dr. Feelgood, Lee Brilleaux, gewährte. Aus diesen 400 Pfund machte Robinson im Laufe weniger Jahre einen Jahresumsatz von 3,5 Mio. Pfund.
Die erste Single auf Stiff Records war So It Goes von Nick Lowe, dem späteren Stief-Schwiegersohn von Johnny Cash. Als Katalognummer wählte man die Buchstaben BUY und die Ziffer eins. Hintereinander gelesen bedeutet BUY1 auf Deutsch: „Kaufe eine“. Wortwitze wie dieser prägten die gesamte Zeit, die das Stiff-Label bestand. Nick Lowe produzierte die Single New Rose und die LP Damned Damned Damned von The Damned auf Stiff. Letztes wird von vielen als erstes Punk-Album betrachtet. Es wurde am 18. Februar 1977 veröffentlicht. Im Jahr 1987 wurde die letzte Vinylscheibe mit dem Stiff-Logo veröffentlicht.

## Künstler auf Stiff Records
Zu den Künstlern auf Stiff Records gehörten im Laufe der Jahre
- The Adverts
- Alberto Y Lost Trios Paranoias
- Any Trouble
- Elvis Costello & the Attractions
- The Damned
- Devo
- Ian Dury & the Blockheads
- The Feelies
- Jona Lewie
- Lene Lovich
- Nick Lowe
- Kirsty MacColl
- Madness
- Passion Puppets
- Graham Parker
- Plasmatics
- Plummet Airlines
- The Pogues
- The Rumour
- Dave Stewart & Barbara Gaskin
- Rachel Sweet
- Tenpole Tudor
- Tracey Ullman
- Larry Wallis solo sowie mit den Pink Fairies
- Wreckless Eric
- Yello

## Beste Chart-Platzierungen

### Singles
Drei Singles auf dem Label schafften es auf die Nummer-1-Position der britischen Charts:
- Ian Dury & the Blockheads mit Hit Me with Your Rhythm Stick (am 27. Januar 1979)
- Dave Stewart & Barbara Gaskin mit It’s My Party (am 17. Oktober 1981) und
- Madness mit House of Fun (am 29. Mai 1982)

### Alben
Von den Alben schaffte es an die Spitze der britischen Hitparade:
- Madness mit Complete Madness (erstmals am 22. Mai 1982, insgesamt 3 Wochen)

Die Top Position verfehlten knapp:
- Ian Dury & the Blockheads mit Do It Yourself (1979/Platz 2)
- Madness mit One Step Beyond… (1979/Platz 2)
- Madness mit Absolutely (1980/Platz 2)

Weitere Stiff-Alben in den Top 20 waren:
- Ian Dury mit New Boots and Panties!!! (1977/Platz 5)
- Madness mit 7 (1981/Platz 5)
- Madness mit Keep Moving (1984/Platz 6)
- Madness mit The Rise and Fall (1982/Platz 10)
- Graham Parker mit The Up Escalator (1980/Platz 11)
- The Pogues mit Rum, Sodomy & the Lash (1985/Platz 13)
- Elvis Costello mit My Aim is True (1977/Platz 14)
- Tracey Ullman mit You Broke my Heart in 17 Places (1983/Platz 14)
- Lene Lovich mit Flex (1980/Platz 19)

Lediglich ein Publicity-Gag (und nicht in den Charts) waren zwei Alben, die Stiff Records angesichts der konservativen Regierungen in den USA und Großbritannien Ende der 1970er Jahre verschenkte: The Wit and Wisdom of Ronald Reagan und The Wit and Wisdom of Margaret Thatcher (deutsch etwa: „Die Weisheiten von Reagan“ bzw. Thatcher). Die Vinylscheiben in LP-Größe spielten auf beiden Seiten nicht einen einzigen Ton ab.

## Diskografie

### Die ersten 20 Singles auf dem Stiff-Label
- BUY 1: Nick Lowe – So It Goes / Heart of the City
- BUY 2: The Pink Fairies – Between the Lines / Spoiling for a Fight
- BUY 3: Roogalator – All Aboard / Cincinnati Fatback
- BUY 4: Tyla Gang – Styrofoam / Texas Chainsaw Massacre Boogie
- BUY 5: Lew Lewis and his Band – Boogie on the Street / Caravan Man
- BUY 6: The Damned – New Rose / Help
- BUY 7: Richard Hell – Another World // Blank Generation / You Gotta Lose
- BUY 8: Plummet Airlines – Silver Shirt / This is the World
- BUY 10: The Damned – Neat Neat Neat // Stab Yor Back / Singalonga-Scabies
- BUY 11: Elvis Costello – Less Than Zero / Radio Sweetheart
- BUY 12: Max Wall – England’s Glory / Dream Tobacco
- BUY 13: The Adverts – One Chord Wonders / Quick Step
- BUY 14: Elvis Costello – Alison / Welcome to the Working Week
- BUY 15: Elvis Costello – Red Shoes / Mystery Dance
- BUY 16: Wreckless Eric – Whole Wide World / Semaphore Signals
- BUY 17: Ian Dury – Sex & Drugs & Rock & Roll / Razzle in My Pocket
- BUY 18: The Damned – Problem Child / You Take My Money
- BUY 19: Yachts – Suffice to Say / Freedom (Is a Heady Wine)
- BUY 20: Elvis Costello – Watching the Detectives // Elvis Costello & the Attractions – Blame It on Caine / Mystery Dance (1977, UK-Charts: #15)
- BUY 21: Nick Lowe – Halfway to Paradise / I Don’t Want the Night to End
  - BUY 9 (Motörhead – Leaving Here / White Line Fever) wurde erst nachträglich veröffentlicht.

### Die ersten 20 Alben auf dem Stiff-Label
- SEEZ 1: The Damned – Damned Damned Damned (1977, UK-Charts: #36)
- SEEZ 2: Various Artists – A Bunch of Stiff Records
- FIST 1: Various Artists – Hits Greatest Stiffs
- SEEZ 3: Elvis Costello – My Aim Is True (1977, UK-Charts: #14)
- SEEZ 4: Ian Dury – New Boots and Panties!! (1977, UK-Charts: #5)
- GET 1: Various Artists – Live Stiffs Live (1978, UK-Charts: #28)
- SEEZ 5: The Damned – Music for Pleasure
- SEEZ 6: Wreckless Eric – Wreckless Eric (1978, UK-Charts: #46)
- SEEZ 7: Lene Lovich – Stateless (1979, UK-Charts: #35)
- SEEZ 8: Jona Lewie – On the Other Hand There’s a Fist
- SEEZ 9: Wreckless Eric – The Wonderful World of Wreckless Eric
- SEEZ 10: Mickey Jupp – Juppanese
- SEEZ 12: Rachel Sweet – Fool Around
- SEEZ 13: The Rumour – Frogs, Sprouts, Clogs and Krauts
- SEEZ 14: Ian Dury & the Blockheads – Do it Yourself (1979, UK-Charts: #2)
- SEEZ 16: Lew Lewis – Save the Wail
- SEEZ 17: Madness – One Step Beyond… (1979, UK-Charts: #2)
- SEEZ 18: Rachel Sweet – Protect the Innocent
- SEEZ 19: Lene Lovich – Flex (1980, UK-Charts: #19)
- SEEZ 20: The Feelies – Crazy Rhythms
  - SEEZ 11 und SEEZ 15 sollten LPs von Jane Aire & the Belvederes bzw. den Sports werden, wurden aber nicht veröffentlicht